# Trachops cirrhosus
Trachops cirrhosus är en fladdermusart som först beskrevs av Johann Baptist von Spix 1823.  Trachops cirrhosus är ensam i släktet Trachops som ingår i familjen bladnäsor. IUCN kategoriserar arten globalt som livskraftig.
Inga underarter finns listade i Catalogue of Life. Wilson & Reeder (2005) skiljer mellan tre underarter.
Arten blir 76 till 88 mm lång (huvud och bål), har en 12 till 21 mm lång svans och 57 till 64 mm långa underarmar. Den väger cirka 32 g. Pälsen har på ryggen en mörkbrun till svartbrun färg, ibland med röd skugga. Undersidan är ljusare till gråbrun. Trachops cirrhosus kännetecknas av vårtor på munnen. Dessutom är öronen större än huvudet.
Denna fladdermus förekommer i Centralamerika och i Sydamerika öster om Anderna. Utbredningsområdet sträcker sig från södra Mexiko till centrala Bolivia och södra Brasilien. Arten vistas i låglandet och i bergstrakter upp till 1400 meter över havet. Habitatet utgörs främst av fuktiga städsegröna skogar. Ibland uppsöker Trachops cirrhosus lövfällande skogar nära vattenansamlingar.
Individerna vilar i grottor, bergssprickor, trädens håligheter, vägtrummor och byggnader. Där bildar de vanligen mindre grupper med cirka 6 medlemmar. Sällan förekommer större kolonier. De jagar insekter samt mindre ryggradsdjur som grodor, ödlor, småfåglar och små däggdjur (även andra fladdermöss). Några individer fångar främst grodor och därför fick arten det engelska trivialnamnet "frog-eating bat". De kan skilja mellan giftiga och ätliga grodor när de tolkar grodornas läten. Vissa ofarliga grodor i Panama ändrade därför sina läten.
Parningstiden varierar troligen beroende på utbredning. Honor föder en unge per kull.